# Indent (UNIX)
indent是一個自Unix時代就已經存在的工具程式，可依使用者自行定義的程式設計風格重新縮排成C和C++程式碼的樣式。至於對C++的支援則被認為是實驗性的。

## 使用範例
命令列
```
indent somefile.c -st -bad—blank-lines-after-procedures -bli0 -i4 -l79 \
-ncs -npcs -nut -npsl -fca -lc79 -fc1
```

將somefile.c的樣式縮排成像BSD/Allman樣式，然後將結果寫到標準輸出。

## GNU indent
GNU indent是indent的GNU計畫版本，不過，GNU indent使用GNU樣式做為樣式的預設值。

## 外部連結
- GNU indent首頁 （页面存档备份，存于）
- （页面存档备份，存于） indent的man說明頁